# Wopławki
Wopławki (niem. Woplauken) – osada mazurska w Polsce położona w województwie warmińsko-mazurskim, w powiecie kętrzyńskim, w gminie Kętrzyn.
W latach 1975–1998 miejscowość administracyjnie należała do województwa olsztyńskiego.
Wopławki są sołectwem.

## Historia
Wieś należy do najstarszych w powiecie kętrzyńskim. Tutaj, na skraju puszczy, Krzyżacy wybudowali strażnicę, przy której funkcjonowała wieś pruska Wopego (Wope – imię pruskie). Strażnica została zniszczona w czasie najazdów litewskich (pod Wopławkami w 1311 roku wojska litewskie pod wodzą Witenesa zostały rozbite w bitwie z Krzyżakami), a wieś lokowano powtórnie na prawie chełmińskim pod koniec XIV wieku. Wopławki miały wówczas powierzchnię 51 włók. W 1480 roku dobra Wopławki o powierzchni 60 włók otrzymał na prawie magdeburskim szlachcic Jakusz Milewski. Potomkowie jego, którzy pisali się później von der Milwe lub von Mülbe, mieszkali tam do roku 1745. Później Wopławki były w posiadaniu rodziny von Schmidtseck do 1945 roku. Wopławki wraz z folwarkami Góry i Strzyże miały w 1911 r. powierzchnię 1367 ha. Od lutego do maja 1945 mieszkanką Wopławki była Zofia Licharewa. Po II wojnie światowej Wopławki były siedzibą Przedsiębiorstwa Hodowli Zarodowej z zakładami w Parczu, Kotkowie i Sławkowie.
W roku 2000 Wopławki liczyły 712 mieszkańców.

## Zabytki
Ozdobą Wopławek był barokowy pałac z II połowy XVII wieku, przebudowany w 1826, położony w parku krajobrazowym. Tuż przed likwidacją PGR podjęto remont dworu, który przerwano na lat kilkanaście. Obecnie dwór jest remontowany przez nowego właściciela, który zakupił ruiny dworu wraz z parkiem i zabytkowym spichrzem. (Grunty majątku znajdują się w użytkowaniu innego właściciela). Park otaczający dwór został uporządkowany i stopniowo przywracany jest do dawnej świetności. Na terenie parku znajduje się Góra Zamkowa, pozostałość po dawnej strażnicy krzyżackiej.
Na południe (ok. 1 km) od Wopławek położona jest Kapliczna Góra. Na górze tej znajdują się ruiny kaplicy grobowej rodziny Schmidtseck z XIX wieku. Na Kaplicznej Górze stwierdzono także ślady osadnictwa z epoki żelaza. Wzmiankowana strażnica krzyżacka zlokalizowana była na terenie parku otaczającego dwór (grodzisko z ceramiką z wczesnego średniowiecza).